# Boy's Ranch
Boy's Ranch est un comics créé par Joe Simon et Jack Kirby en 1950 pour l'éditeur Harvey Comics. Bien qu'il soit considéré comme l'une des meilleurs séries du tandem, le comics ne se vend pas assez pour durer et après six numéros est arrêté.

## Historique
Jack Kirby et Joe Simon se connaissent et travaillent ensemble depuis 1940 mais la guerre interrompt leur collaboration. En 1945, ils se retrouvent et  travaillent pour Harvey Comics. Leurs comics se vendent mal et ils sont obligés de quitter Harvey. Ils sont alors engagé par Prize Comics où ils créent des comics policiers. Puis en 1947, ils inventent le genre du comics de romance,. En 1950, ils reviennent chez Harvey et y créent deux séries : Fighting American et Boy's Ranch publié en novembre 1950. Le succès espéré n'est cependant pas au rendez-vous et après six numéros le comics est arrêté en août 1951.

## Résumé
Le comics raconte les aventures de six jeunes hommes qui héritent d'un ranch. Dandy et Wabash ont combattu lors de la guerre de sécession, le premier pour l'union et le second pour les confédérés ; Clay Duncan est un scout indien qui a recueilli un autre jeune surnommé Angel car il ressemble à un ange ; enfin un cinquième personnage, Wee Willie Weehawken, se joint au groupe. Dans le deuxième numéro apparaissent Palomino Sue, la seule femme du ranch, et  Happy Face, un indien.

## Critique
Selon le critique spécialisé Harry Mendryk, Boy's Ranch est probablement la création de Kirby et Simon d'après-guerre la plus estimée. Cet avis est partagé par Don Markstein